# Stowarzyszenie Litwinów w Polsce
Stowarzyszenie Litwinów w Polsce (do 1992 pod nazwą Litewskie Towarzystwo Społeczno-Kulturalne) – najstarsza organizacja mniejszości litewskiej w Polsce, założona w 1957 roku.

## Historia
Towarzystwo powstało z inicjatywy Bronisława Mickiewicza, Litwina z Wileńszczyzny, mieszkającego w Warszawie. W stolicy nawiązał on kontakt z działaczami już istniejących organizacji mniejszościowych (białoruskiego BTSK oraz ukraińskiego UTSK) i opracował projekt statutu organizacji, który został zaakceptowany przez ówczesne Ministerstwo Spraw Wewnętrznych.
Zjazd założycielski organizacji odbył się w dniach 30-31 marca 1957 roku w Puńsku. W obradach uczestniczyło 112 delegatów (94 z powiatu sejneńskiego i 18 z Polski centralnej i zachodniej). Obecni na zjeździe przedstawiciele MSW oraz Komitetu Wojewódzkiego PZPR w Białymstoku nie zdołali wówczas narzucić delegatom swoich kandydatów do władz stowarzyszenia (przewodniczącym został Józef Maksimowicz, bezpartyjny rolnik ze wsi Oszkinie, a jego zastępcą Józef Vaina – nauczyciel z Puńska). Siedzibą Zarządu Głównego Litewskiego Towarzystwa Społeczno-Kulturalnego został Puńsk. 
Niedostateczna kontrola nad środowiskiem mniejszości litewskiej sprawiała, iż odkładano między innymi powstanie skierowanego do tej społeczności litewskojęzycznego czasopisma. „Uzdrowienie” organizacji postanowiono przeprowadzić na jej II zjeździe we wrześniu 1959 roku, gdy na jej przewodniczącego wybrano partyjnego kandydata Olgierda Skrzypkę, a kilkudziesięciu delegatów musiało w obecności przedstawicieli KC PZPR i KW PZPR w Białymstoku zadeklarować wolę budowania socjalizmu w Polsce.
Mimo ograniczeń wynikających z ówczesnych realiów politycznych, organizacja działała dość prężnie. Początkowo oddziały towarzystwa powstały na Suwalszczyźnie, a później także we Wrocławiu, Słupsku i Szczecinie. Do zadań towarzystwa należało pielęgnowanie litewskiego folkloru, tworzenie amatorskich zespołów artystycznych, krzewienie oraz popularyzacja litewskiej kultury i sztuki, organizowanie wiejskich bibliotek i czytelni, domów kultury, klubów, świetlic, wystaw, odczytów, kursów języka ojczystego, ochrona nad zabytkami kultury, organizowanie wyjazdów oraz informowanie o wydarzeniach na Litwie.
Jak stwierdza Krzysztof Tarka:

Istniejące 35 lat Litewskie Towarzystwo Społeczno-Kulturalne niemal przez cały okres było jedyną organizacją działającą wśród mniejszości litewskiej w Polsce. W historii tej społeczności odegrało ważną rolę w podtrzymywaniu własnej tożsamości narodowej. Mimo konieczności dostosowania się do zewnętrznej sytuacji, działacze LTS-K starali się hamować proces asymilowania się ludności litewskiej. Uwikłani w oficjalne struktury życia politycznego PRL nie działali jednak przeciwko swym rodakom. Ochrona litewskiej enklawy przed wynarodowieniem pozostawała najważniejszym celem organizacji, choć nie zapisano go nigdy w jej statucie.

W 1990 roku w statucie organizacji dokonano gruntownych zmian, zdecydowano jednak o zachowaniu dotychczasowej nazwy. Dopiero obradujący w dniach 28-29 marca 1992 roku XII zjazd LTS-K zdecydował o zmianie nazwy organizacji na „Stowarzyszenie Litwinów w Polsce”. 26 lutego 2012 roku na przewodniczącego organizacji po raz czwarty wybrano Olgierda Wojciechowskiego (funkcję zaczął sprawować w 2004).

## Działalność
Do stałego kalendarza imprez organizowanych z udziałem Stowarzyszenia Litwinów w Polsce należą:
- Festiwal Teatrów Dziecięcych (marzec);
- coroczne zloty litewskich zespołów artystycznych (czerwiec, organizowane we wsi Burbiszki);
- Dni Puńska (współorganizator);
- „Wiosna Poezji” (maj) oraz „Jesienne Spotkania Literackie” (październik), organizowane we współpracy z wydawnictwem „Aušra”.

Przy organizacji szeregu wydarzeń organizacja działa jako partner Domu Kultury Litewskiej w Puńsku.
Stowarzyszenie wydaje dwutygodnik „Aušra”, kwartalnik „Suvalkietis” (od 1992), miesięcznik dla dzieci „Aušrelė” (od 1997).

## Struktura
W 2011 stowarzyszenie posiadało 46 oddziałów w 5 województwach. Większość oddziałów znajdowała się w województwie podlaskim – w gminie Puńsk (Ogórki, Burbiszki, Buraki, Dziedziule, Giłujsze, Kalinowo, Kompocie, Krejwiany, Nowiniki, Oszkinie, Poluńce, Pełele, Przystawańce, Puńsk, Rejsztokiemie, Sankury, Skarkiszki, Szlinokiemie, Tauroszyszki, Trakiszki, Trompole, Widugiery, Wiłkopedzie, Wojciuliszki, Wojtokiemie, Wołyńce, Żwikiele) oraz gminie Sejny (Dusznica, Ogrodniki, Jenorajście, Jodeliszki, Klejwy, Łumbie, Radziucie, Rachelany, Rynkojeziory, Sejny, Żegary). Oprócz tego stowarzyszenie prowadziło dwa oddziały w gminie Szypliszki (we wsiach Wojponie i Jegliniec) oraz oddział w Suwałkach.
Poza województwem podlaskim oddziały towarzystwa znajdują się w Szczecinie, Gdańsku, Wrocławiu i Warszawie.